# ۱۳۶۸ (میلادی)
۱۳۶۸ میلادی شصت و هشتمین سال سده چهاردهم در گاه‌شماری میلادی است.

## رویدادها
- جو یوان‌جانگ دودمان مینگ را در چین بنیان نهاد.

## زادروزها
- ۳ دسامبر - شارل ششم، پادشاه فرانسه (n. ۱۴۲۲)

## درگذشت‌ها
‎